# Lände Zeil am Main
Lände Zeil am Main ist ein Hafen- und Industriegebiet der Stadt Zeil am Main im unterfränkischen Landkreis Haßberge.

## Geographie
Die Lände Zeil am Main liegt einen Kilometer südlich des Stadtkernes und ist ein reines Hafen- und Industriegebiet an der Bundeswasserstraße Main. Es befindet sich orographisch rechts bei Mainkilometer 362,5 an der Haltung Knetzgau auf einer Höhe von 221 m ü. NN.

## Geschichte
Bereits zu keltischen Zeiten wurde der Main als Wasserstraße genutzt. Es wurde getreidelt und gestakt, geflößt, gerudert und gesegelt. Versuche der Römer, über den Maingraben nach Osten bis zur Elbe vorzustoßen, wurden um die Zeitenwende von den germanischen Kimbern zurückgeschlagen. Der Main blieb aber weiterhin ein wichtiger Handelsweg. Zu karolingischer Zeit gab es erste Versuche, den Wasserweg des Maines mit dem Donaugebiet zu verbinden (Fossa Carolina), wovon nur widersprüchliche Überlieferungen und einige wenige Befunde an Überresten bei Graben vorliegen.
Im Mittelalter wurden große Mengen von Holz geflößt, beispielsweise nach Frankfurt, ins Ruhrgebiet, aber auch für den Schiffsbau in Holland.
Bis zum Ende des 17. Jahrhunderts befand sich die Anlandungsstelle am Altmain bei Sand am Main. Zwischen 1808 und 1817 wurde der Flusslauf begradigt und die Lände um etwa 1,3 km nach Norden verlegt. Ab 1830 löste die Dampfschifffahrt allmählich die traditionellen Schifffahrtstechniken ab. Die Transportvolumina stiegen durch größere Abladetiefen auf bis zu 50 Tonnen pro Wasserfahrzeug an. Als zwischen 1836 und 1846 der Ludwig-Donau-Main-Kanal vollendet wurde, stieg der Transport sprunghaft an. Der Bahnverkehr wurde um 1850 zu einer ernstzunehmenden Konkurrenz für die Schifffahrt, als die Bahnstrecke Bamberg–Rottendorf in Betrieb ging. Ab 1912 konnten jedoch die Mengen der beförderten Güter durch die Erweiterung der Kettenschifffahrt auf dem Main bis Bamberg wieder gesteigert werden, insbesondere durch die Kohlelieferungen aus dem Ruhrgebiet.
Um 1932 wurden die Hafeneinrichtungen weiter modernisiert, ausgebaut und in der Folge erstmals mehr als 10.000 Tonnen jährlich umgeschlagen.
Schäden der Zerstörungen im Zweiten Weltkrieg wurden zunächst nur provisorisch behoben und bis in die 1950er Jahre noch die Flößerei betrieben. Der Betrieb auf dem Ludwigs-Main-Donau-Kanal war eingestellt und der Schifffahrtsweg in den Süden Bayerns zunächst abgeschnitten. In den späten 1970er Jahren erfolgte ein Wiederaufbau, als sich eine Zuckerfabrik in Zeil ansiedelte. Während der Bauphase des Main-Donau-Kanales von 1965 bis 1992 stiegen die Umschlagsmengen kontinuierlich an, da nach Süden hin immer mehr Häfen wieder erreichbar wurden. Nach der Fertigstellung des Kanales wurde in den 2000er Jahren das Maximum des Transportvolumens erreicht; inzwischen ist es wieder leicht zurückgegangen.

## Gewerbe und Infrastruktur
Von der für die Lände Zeil insgesamt ausgewiesenen Gesamtfläche von knapp 100 Hektar sind bisher 34 ha gewerblich genutzt. Weitere 2,3 ha beanspruchen die Hafenanlagen. Umgeschlagen werden hauptsächlich Steine, Forst- und Agrarprodukte, Futter- und Düngemittel sowie Metallabfälle.
Inzwischen haben sich weitere Betriebe des Transport-, Lager- und Logistikgewerbes angesiedelt. Die Lände wurde auf 400 m Kailänge befestigt, sodass drei Gütermotorschiffe mit 110 m Länge oder zwei Schubverbände à 185 m Länge dort festmachen können. Ein Halbportalkran mit 48,5 m Höhe, 32 m Ausleger und 10 t Hubkraft, Pumpen etc. ermöglichen den Umschlag von Schwer-, Stück- und Massengütern. Weiterhin gibt es 16 Silos mit 12.000 t Kapazität sowie 6.000 m² Freilagerplätze, eine für Fahrzeuge bis 18 m Länge befahrbare Waage bis 60 t Gesamtgewicht, Flurförderzeuge und Ver- und Entsorgungseinrichtungen. Eine Bahnverladungsmöglichkeit besteht in unmittelbarer Nähe auf den Gleisanlagen der 2005 aufgelassenen Zuckerfabrik. Eine direkte Erschließung der Kaianlage mit einer Hafenbahn war stets angedacht. Die geplante Trassenführung ist freigehalten, der Anschluss wurde aber mangels Bedarf auf dem letzten Kilometer bisher noch nicht hergestellt.
Es gibt auch eine Anlegestelle für Fahrgast- und Fahrgastkabinenschiffe.

## Verkehr
Die Kreisstraße HAS 16 verbindet das Hafengebiet mit der 700 m nördlich gelegenen Bundesstraße 26 und diese weiter zur Bundesautobahn 70.